# George Gruntz
George Gruntz (rodným jménem George Paul Gruntz; 24. června 1932 Basilej – 10. ledna 2013 tamtéž) byl švýcarský klavírista a hudební skladatel. Po studiích v Basileji a Curychu odjel v roce 1958 do USA, kde hrál na Newportském jazzovém festivalu. Později spolupracoval s řadou hudebníků, mezi které patří Dexter Gordon, Lee Konitz nebo Elvin Jones. V letech 1972–1994 byl uměleckým ředitelem Berlínského jazzového festivalu.